# シアリーズ (カリフォルニア州)
シアリーズ（英: City of Ceres）は、アメリカ合衆国カリフォルニア州のスタニスラウス郡にある都市。人口は4万9302人（2020年）。郡庁所在地モデストの南に位置している。

## 概要
市名はローマ神話の農業神ケレースの英語読みである。シリアルも同じ語源である。かつては市名が示す通り農村だったが、現在はモデストの郊外都市として機能しており、人口増加が継続している。

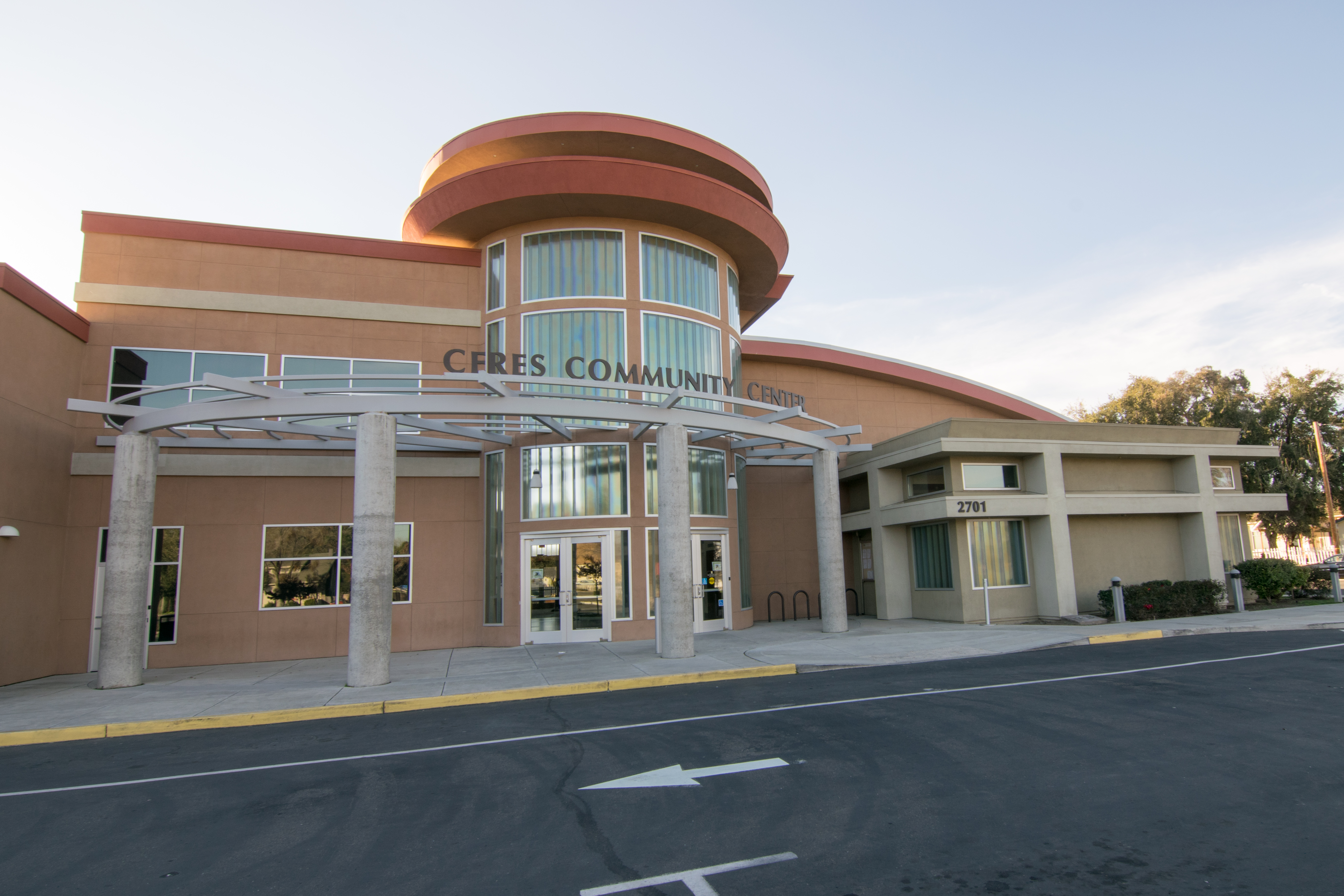
コミュニティー・センター